# Delia Ramirez
Delia Catalina Ramírez (nacida el 2 de junio de 1983) es una política estadounidense que se desempeña como representante estadounidense del tercer distrito del Congreso de Illinois desde 2023.
Miembro del Partido Demócrata, también se desempeñó como miembro de la Cámara de Representantes de Illinois para el cuarto distrito de 2018 a 2023.
El cuarto distrito incluye los vecindarios de Chicago de East Humboldt Park, Hermosa, Bucktown, West Town, Ucrania Village, East Village y Logan Square.  Ramírez fue elegido miembro de la Cámara en 2018 y reelegido en 2020 . Fue la primera guatemalteca americana elegida para la Asamblea General de Illinois.
En 2022, Ramírez fue elegido miembro de la Cámara de Representantes de los Estados Unidos en el tercer distrito del Congreso de Illinois. Después de prestar juramento en 2023, se convirtió en la primera latina en representar a Illinois en el Congreso. Ramírez también es miembro de "El Escuadrón" ("The Squad").